# Julio Rojas (político)
Julio Alberto Rojas (Eusebio Ayala, Paraguay, 22 de mayo de 1912-Buenos Aires, 27 de marzo de 1990) fue un político paraguayo, Secretario General del Partido Comunista entre 1981 y 1989. Durante la dictadura de Stroessner, permaneció encarcelado por más de 19 años.

## Juventud
Julio Rojas llegó a ser presidente de la Federación de Estudiantes Secundarios del Paraguay, además, se diplomó como Profesor Normal.
A sus 20 años, en 1932, Rojas participa de la Guerra del Chaco como ayudante con el grado de subteniente idóneo de Farmacia, del general Gerardo Buongermini. Al finalizar la guerra en 1935, es condecorado con la «Cruz del Defensor» por sus servicios prestados, y funda junto a la mayoría de los excombatiente la Asociación Nacional de Excombatientes (ANEC). Ese mismo año, se afilia al Partido Comunista Paraguayo (PCP).
En 1941, funda junto a Antonio Maidana la Asociación de Magisterio del Paraguay. También durante ese año, participa del I Congreso del PCP. Por su actividad política, Rojas es confinado en la Isla Po'i, en el Chaco, por un año, ya que en 1942, logra escapar.

## Guerra civil de 1947
Fue Responsable militar del PCP durante la Guerra civil de 1947. Participó ese año de la «Toma de la Marina», con el coronel Ramos, el 27 de abril. A raíz de ese acontecimiento, es aprisionado. Recupera su libertad el 29 de marzo de 1949.
Durante el II Congreso del PCP, en agosto de 1949, Rojas es electo miembro del Comité Central.

## Encarcelamiento durante la dictadura de Stroessner
Rojas participó en la huelga general contra el régimen de Alfredo Stroessner de 1958. Es atrapado por la Policía, y enviado a la prisión de Tacumbú, donde es torturado por rechazar los trabajos forzosos en el Cerro Tacumbú. De allí, es trasladado a la Comisaría Tercera de Asunción, lugar donde se encontraban numerosos presos políticos, entre los que se encontraban sus compañeros de partido Antonio Maidana, Ananias Maidana y Alfredo Alcorta. Permanece encerrado allí hasta 1977, es decir más de 19 años. 
A su salida, bajo «libertad vigilada», se asila en la Embajada de Perú en Paraguay. Desde allí, logra viajar a Suecia, a la Unión Soviética, y a Cuba junto a Alcorta y Antonio Maidana. Sucede en el cargo de Secretario General del PCP a Obdulio Barthe, en 1981, y ejercer el cargo hasta 1989.
Julio Rojas fallece el 27 de marzo de 1990, en Buenos Aires. Sus restos descansan en el cementerio municipal de su ciudad natal, Eusebio Ayala.